# Frank Drake
Pour les articles homonymes, voir Drake et Frank Drake (homonymie).
Frank Drake, né le 28 mai 1930 à Chicago (Illinois) et mort le 2 septembre 2022 à Aptos (Californie), est un astronome américain.
Fondateur du projet SETI, il est l'auteur de l'équation de Drake.

## Biographie
Frank Donald Drake étudie à l'université Cornell et devient réserviste de la marine. Il est diplômé de l'université Harvard en section radioastronomie. En 1951, après la lecture du livre de l'astrophysicien Otto Struve, Drake est convaincu de l'existence d'une vie extraterrestre. Il travaille au National Radio Astronomy Observatory et au Jet Propulsion Laboratory.
Il commence par enseigner à l'université Cornell et travaille au radiotélescope d'Arecibo.
Le prix Drake (Drake award) de l'Institut SETI est décerné depuis 2001 en son honneur.
Frank Drake meurt le 2 septembre 2022 à l'âge de 92 ans à son domicile d'Aptos en Californie, de causes naturelles.

### Travaux
En avril 1960, Frank Drake crée le projet Ozma en référence à la Princesse Ozma, puis en 1971, le projet Cyclope, en 1994, le projet SETI, en 1995, le  projet Phoenix, et enfin, en 2004, SERENDIP.
Frank Drake établit en 1961 l'équation qui porte son nom et permet d'évaluer le nombre de civilisations extraterrestres susceptibles d'exister dans l'univers. En 1972, il conçoit la plaque de Pioneer avec Carl Sagan ; en 1974, il écrit le message d'Arecibo. Il supervise la création du Voyager Golden Record en 1977.
Il est aussi professeur émérite d'astronomie à l'université de Californie à Santa Cruz.
Il est membre de l'Académie nationale des sciences et de l'Académie américaine des arts et des sciences.
Drake Planetarium and Science Center est un planétarium à Cincinnati qui porte son nom, tout comme l'astéroïde (4772) Frankdrake qui lui est dédié.

## Honneurs
- L'astéroïde (4772) Frankdrake porte son nom.
- Élu membre de l'Académie nationale des sciences en 1972
- Élu membre de l'Académie américaine des arts et des sciences en 1974
- Récipiendaire du prix Space Pioneer 2018 de la National Space Society
- Récipiendaire du prix Drake de l'Institut Seti en 2001[1]